# Ordem do Ipiranga
A Ordem do Ipiranga é a mais alta honraria concedida pelo estado de São Paulo, sendo reservada aos cidadãos brasileiros e estrangeiros que prestaram serviços notórios aos paulistas. A Ordem do Ipiranga foi instituída pelo decreto nº 52.064, de 20 de junho de 1969 e regulamentada pelo Decreto nº 52.078 de 24 de junho de 1969, ambos editados pelo Governador Roberto Costa de Abreu Sodré.

## Lema
O lema da Ordem é a frase do Grito do Ipiranga de D. Pedro, "Independência ou Morte".

## Graus

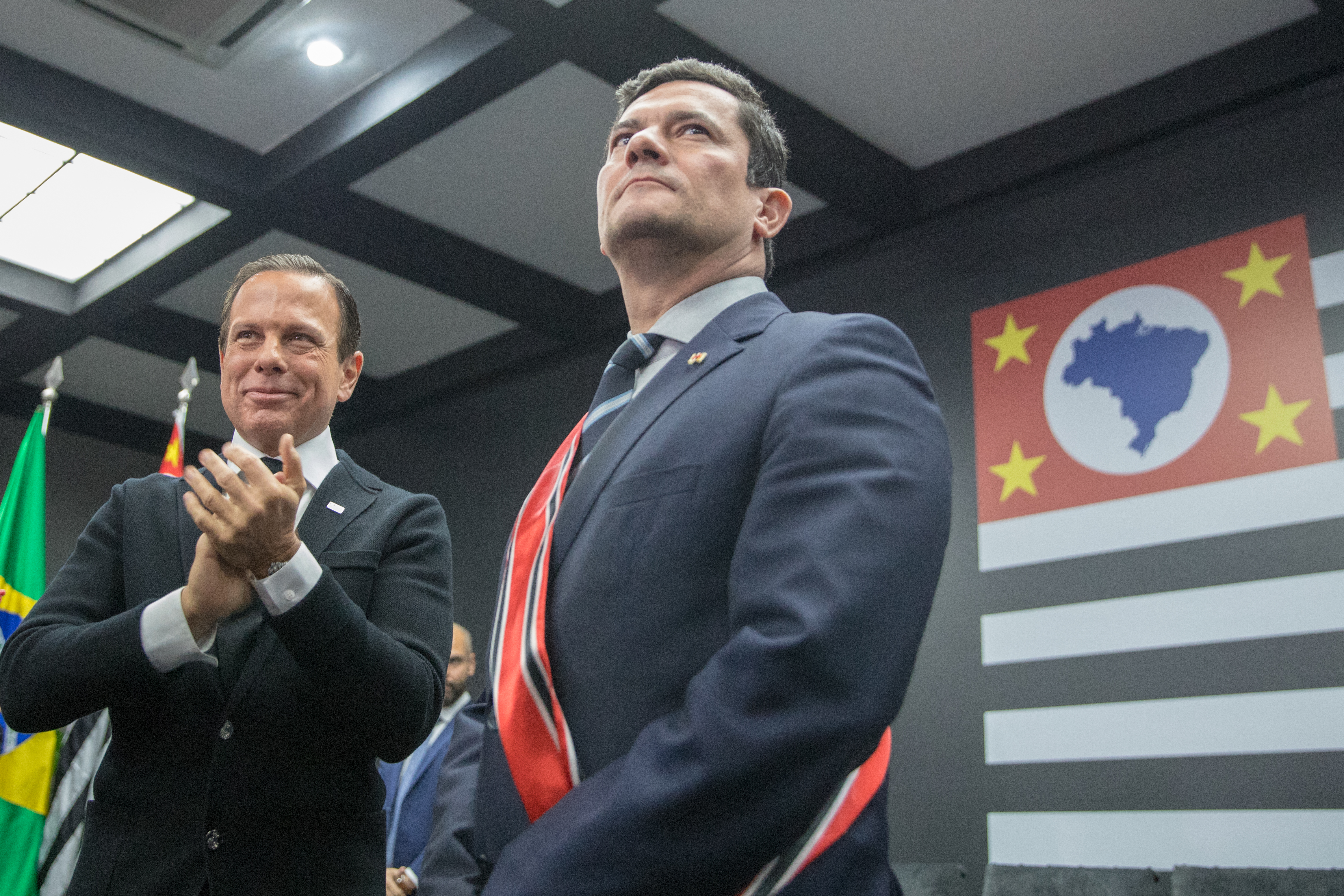
João Doria Jr e o então ministro da Justiça Sergio Moro durante cerimônia da entrega da medalha da Ordem do Ipiranga.

- Grã-Cruz
- Grande-Oficial
- Comendador
- Oficial
- Cavaleiro